# Seznam švicarskih smučarskih skakalcev
Seznam švicarskih smučarskih skakalcev

## A
- Simon Ammann
- Sina Arnet

## D
- Andreas Däscher
- Gregor Deschwanden

## E
- Luca Egloff
- Pascal Egloff

## F
- Sylvain Freiholz
- Salome Fuchs

## G
- Marco Grigoli

## H
- Sandro Hauswirth

## I
- Remo Imhof

## K
- Pascal Kälin
- Gabriel Karlen
- Fritz Kaufmann
- Andreas Küttel

## M
- Michael Möllinger

## P
- Killian Peier
- Dominik Peter

## R
- Bruno Reuteler
- Marcel Reymond

## S
- Fritz Schneider
- Andreas Schuler
- Malika Schüpbach
- Marco Steinauer
- Walter Steiner
- Hansjörg Sumi

## T
- Emely Torazza
- Fritz Tschannen

## W
- Yanick Wasser
- Rosmarie Wenk
- Bigna Windmüller
- Sabrina Windmüller

## Z
- Stefan Zünd